# Góropatwa azjatycka
Góropatwa azjatycka, kuropatwa górska (Alectoris chukar) – gatunek ptaka z rodziny kurowatych (Phasianidae). Gniazduje w południowo-wschodniej Europie, na Bliskim Wschodzie oraz centralnej i wschodniej Azji. Nie jest zagrożony wyginięciem.

## Taksonomia
Po raz pierwszy gatunek opisał John Edward Gray w 1830. Nowemu gatunkowi nadał nazwę Perdix Chukar. Holotyp pochodził z Indii; lokalizację zawężono do Śrinagar. Obecnie (2020) Międzynarodowy Komitet Ornitologiczny umieszcza góropatwę azjatycką w rodzaju Alectoris. Wyróżnia 14 podgatunków. Autorzy Handbook of the Birds of the World wyróżniają ich 16 – IOC nie wymienia A. c. shestoperovi oraz A. c. fallax. Góropatwa azjatycka jest blisko spokrewniona z góropatwami: skalną (A. graeca), chińską (A. magna) oraz czarnogardłą (A. philbyi). Używana w języku angielskim nazwa tego ptaka – Chukar – będąca jednocześnie epitetem gatunkowym pochodzi z języka hindi, od słowa Chukor oznaczającego góropatwę azjatycką w tym języku.

## Podgatunki i zasięg występowania
IOC wyróżnia następujące podgatunki:
- A. c. kleini Hartert, 1925 – obszar od północnej Grecji przez Bułgarię i północną Turcję po Kaukaz
- A. c. cypriotes Hartert, 1917 – Kreta, Rodos, Cypr, południowo-zachodnia i południowo-centralna Turcja
- A. c. kurdestanica Meinertzhagen, R, 1923 – południowo-wschodnia Turcja, północna Syria, północny Irak i północny Iran
- A. c. sinaica (Bonaparte, 1858) – obszar od Syrii po północny Synaj
- A. c. werae (Zarudny & Loudon, 1904) – wschodni Irak, południowo-zachodni Iran
- A. c. koroviakovi (Zarudny, 1914) – północno-wschodni i wschodni Iran po zachodni Pakistan
- A. c. subpallida (Zarudny, 1914) – obszar od centralnego Turkmenistanu po centralny Uzbekistan i północny Afganistan
- A. c. falki Hartert, 1917 – zachodni Uzbekistan po północno-centralny Afganistan i zachodnie Chiny
- A. c. dzungarica Sushkin, 1927 – Tienszan (wschodni Kazachstan, zachodnie Chiny) po północno-zachodnią Mongolię
- A. c. pallida (Hume, 1873) – zachodni region Sinciang (zachodnie Chiny)
- A. c. pallescens (Hume, 1873) – teren od północno-wschodniego Afganistanu po zachodni Tybet
- A. c. chukar (Gray, JE, 1830) – wschodni Afganistan po Nepal
- A. c. potanini Sushkin, 1927 – zachodnia Mongolia, północno-zachodnie Chiny
- A. c. pubescens (Swinhoe, 1871) – północno-wschodni Sinciang po południowo-zachodnią Mongolię oraz północny region Ningxia (centralne Chiny)

Autorzy HBW uznają ptaki z Tienszan, dokładniej w północno-zachodniej części Sinciang, za odrębny podgatunek, A. c. fallax. Góropatwy z Turkmenistanu i północnego Afganistanu przypisują zaś do A. c. shestoperovi. Góropatwy azjatyckie introdukowano w kilku miejscach na świecie – w Wielkiej Brytanii, Rosji, Stanach Zjednoczonych (A. c. koroviakovi, A. c. chukar), Kanadzie, Meksyku, na Wyspę Świętej Heleny i Nową Zelandię (A. c. koroviakovi), do Zjednoczonych Emiratów Arabskich (A. c. werae i być może A. c. cypriotes) oraz na Hawaje (podgatunek nominatywny).

## Morfologia
Długość ciała wynosi 32–39 cm; masa ciała samców wynosi 504–800 g, samic 450–680 g. Rozpiętość skrzydeł: 47–52 cm. W terenie trudno odróżnić góropatwę azjatycką od skalnej. Różnice w upierzeniu między ptakami różnych podgatunków przejawiają się w nasyceniu barw i odcieniach brązu; prócz nachodzenia się ich zasięgów rozpoznawanie komplikuje wpływ różnorodności szat i blaknięcia piór. Reprezentanci nominatywnego podgatunku wyróżniają się najciemniejszym upierzeniem. Przedstawiciele A. c. werae mają jasne upierzenie o piaskowym odcieniu. Ptaki podgatunku A. c. cypriotes, występującego w części Europy, mają grzbiet ciała o intensywnym winnobrązowym odcieniu.
Dalszy opis dotyczy dorosłych ptaków podgatunku nominatywnego. Ciemię, kark i górna część grzbietu mają barwę winnobrązową. Po bokach szyi kolor ten przechodzi w szaroniebieski, podobnie jak na piersi. Wąska, biała brew nie zwraca uwagi. Na czole po obydwu stronach głowy zaczyna się sięgający za oko wąski czarny pasek, który za okiem znacząco rozszerza się i biegnie w dół wzdłuż szyi, aż do piersi. Tam obydwa paski łączą się w kształt litery V. Brodę, kantarek, gardło i górną część piersi cechuje kremowobiały kolor, zmieniający się w okolicy czarnego V w płowy. W górnej części brody dostrzec można niewielką czarną plamkę, bardziej widoczna leży w kąciku dzioba. Położony w okolicy górnych pokryw usznych pęczek rdzawych piór przerywa bieg czarnej linii. Barkówki mają barwę winnobrązową, tylko środki piór są szare. Podobna barwa dominuje na całych skrzydłach, lotki I rzędu są ciemniejsze, brązowe, ze słomkowymi chorągiewkami zewnętrznymi. Brzuch ma ciepłą, płowożółtą barwę, na pokrywach podogonowych ma ona już bardziej cynamonowy odcień. Boki ciała pokrywają czarno-kremowo-rdzawe pasy. Każde z tworzących je piór u nasady jest szare. Kuper oraz środkowe sterówki szarooliwkowe. Zewnętrzne sterówki rdzawe.

## Ekologia i zachowanie
Góropatwy azjatyckie spośród różnych środowisk preferują półpustynne wzniesienia i zbocza gór z rzadka porośnięte trawami i krzewami. W całym swoim zasięgu zamieszkują jednak różnorodne środowiska, od pustynnych równin i wydm po tereny upraw, przecinki leśne, górskie łąki i skalne urwiska. W wielu miejscach występują na poziomie morza, a w zachodnich Himalajach odnotowywane były na wysokości do 4000 m n.p.m. (Karakorum, Pamir). W Nepalu stwierdzano te ptaki od 1300 do 3960 m n.p.m. Ptaki żyjące w górach schodzą zimą na niżej położone tereny, by ominąć pokrywę śnieżną. Góropatwy azjatyckie żerują w niewielkich grupach liczących od 6 do 10 osobników, jedynie po okresie lęgowym mogą tworzyć stada liczące 50–70 osobników, głównie młodych. Żywią się głównie nasionami traw i liśćmi niewielkich roślin, dietę uzupełniają o niewielkie bezkręgowce, zwłaszcza mrówkowate i chrząszcze. W zimie grzebią w ziemi, szukając kłączy i bulw.

### Lęgi
W większości państw, gdzie występują te góropatwy, zniesienia przypadają na okres od marca do czerwca, jednak w Izraelu i na Kaukazie może to mieć miejsce nawet w sierpniu. W Izraelu mogą nieść się już w lutym. Na Nowej Zelandii, gdzie je introdukowano, zniesienia mają miejsce w październiku i listopadzie. Gniazdo ma formę płytkiego zagłębienia w ziemi wyściełanego roślinnością, umieszczonego pod osłoną krzewu lub głazu. Przeważnie zniesienie liczy od 10 do 15 jaj (stwierdzano 6–24). Inkubacja trwa 22–25 dni, wysiaduje głównie samica. Młode są strzeżone przez matkę, aczkolwiek samiec może jej pomagać, zwłaszcza w pierwszym tygodniu życia piskląt. W drugim tygodniu życia młode łączą się w większe grupy pilnowane przez 1 lub 2 samice. Osiągają pełne rozmiary w wieku blisko 50 dni.

## Status
IUCN uznaje góropatwę azjatycką za gatunek najmniejszej troski (LC, Least Concern) nieprzerwanie od 1988 (stan w 2018). W niektórych miejscach zasięgu problem dla góropatw stanowi niszczenie środowiska ich życia. W Turcji straty przynoszą surowe zimy. W Azerbejdżanie część ptaków odławiana jest przez kłusowników lub myśliwych.